# Linia kolejowa Křižanov – Studenec
Linia kolejowa Křižanov – Studenec (Linia kolejowa nr 252 (Czechy)) – jednotorowa, niezelektryfikowana linia kolejowa o znaczeniu regionalnym w Czechach. Łączy Křižanov z Studencem. Przebiega w całości przez terytorium Kraju Wysoczyna.